# Plectris tricostata
Plectris tricostata är en skalbaggsart som beskrevs av Hermann Burmeister 1855. Plectris tricostata ingår i släktet Plectris och familjen Melolonthidae. Inga underarter finns listade i Catalogue of Life.